# Никонова, Юлия Николаевна
Юлия Николаевна Никонова (1902—1979) — советская поэтесса, детский писатель.

## Биография
Родилась 27 марта 1902 года в Петербурге в семье бухгалтера. В раннем детстве её семья переехала в Псков, где прошли её школьные годы и юность.
В 1919 году окончила среднюю школу, затем рабфак и курсы счетных работников в Пскове, после чего некоторое время работала преподавателем и счётным работником. Писать начала рано, ещё в годы обучения в школе. В 1922 году в псковских газетах были напечатаны её первые произведения, а в 1926 году на страницах ленинградского журнала «Резец» впервые был опубликован её рассказ для детей.
С 1931 года жила в Карелии и работала литературным сотрудником в редакциях газет Пудожского и Заонежского районов республики и продолжала свою писательскую деятельность. В 1934 году Юлия Никонова приняла участие в конкурсе на лучший рассказ и стихотворение, который объявила газета «Красная Карелия» — её произведения получили третью премию. Первая книга стихотворений Никоновой — «Север» вышла в свет в 1938 году, а в 1939 году она стала членом Союза писателей СССР.
Перед Великой Отечественной войной в Петрозаводске были изданы две её книги «Сказки» (1938 и 1940 годы). Основная её творческая деятельность развернулась после войны. Она была автором многих детских книг, в числе которых: «Как в лесу бумага выросла» (1953, 1965), «Счастливое детство» (1949), «Посёлок в лесу» (1953), «Родная школа» (1955), «Весёлое утро» (1957, 1959), «Хоровод» (1960), «Радуга-дуга» (1969), «Чудо-рукавички» (1979). В соавторстве с композитором Рувимом Пергаментом Юлией Никоновой была создана «Пионерская сюита» (Петрозаводск, 1957). Он же написал музыку на многие песенные тексты поэтессы.
За заслуги в области развития карельской литературы Ю. Н. Никонова была дважды награждена Почетной грамотой Президиума Верховного Совета Карелии.
Умерла 2 июня 1979 года.